# ジョニー・デイビス (2002年生のバスケットボール選手)
ジョナサン・クリスチャン・デイビス（Jonathan Christian Davis, 2002年2月27日 - ）は、アメリカ合衆国ウィスコンシン州ラクロス出身のプロバスケットボール選手。NBAのワシントン・ウィザーズに所属している。ポジションはシューティングガード。

## 経歴

### ハイスクール
ラクロス・セントラル高等学校4年目のシーズンに平均27.4得点・9.2リバウンドの成績を記録し、ウィスコンシン州のミスター・バスケットボールを受賞。高校通算2158得点で同校の歴代最多得点記録を更新した。シーズン終了後にウィスコンシン大学への進学を発表した。他にはマーケット大学、アイオワ大学、ミネソタ大学などからもオファーを受けていた。
高校時代はアメリカンフットボールもプレーしており、クォーターバックとして高い評価を受けていたが、大学進学後はバスケに専念した。

### カレッジ
大学1年目の2020-21シーズンはベンチから30試合に出場して平均7得点・4.1リバウンドの成績を記録した。

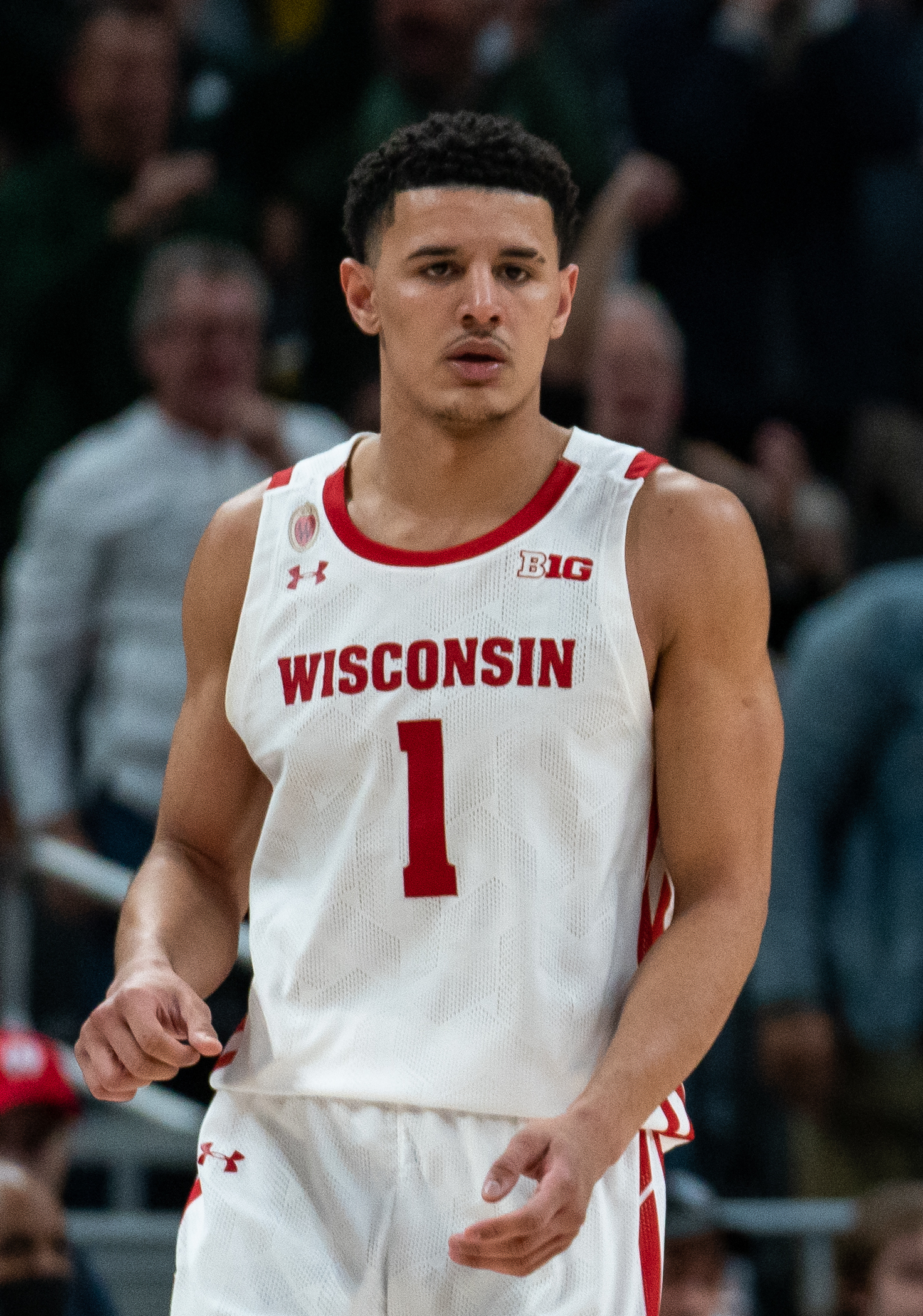
ウィスコンシン大学でのデイビス
(2022年)

2年目の2021-22シーズンは先発に定着し、2021年11月23日のヒューストン大学戦で30得点、2022年1月3日のパデュー大学戦では大学でのキャリアハイとなる37得点を記録し、いずれの試合でもチームを勝利に導いた。シーズン終了後、2022年のNBAドラフトにアーリーエントリーした。

### ワシントン・ウィザーズ
ドラフト全体10位でワシントン・ウィザーズから指名され、2022年7月1日に契約した。

## 家族
父のマークはNBAでもプレーした元プロバスケットボール選手。双子の兄弟のジョーダンもバスケットボール選手で、大学時代もチームメイトだった。

## 個人成績

### NBA

#### レギュラーシーズン
| シーズン | チーム | GP | GS | MPG  | FG%  | 3P%  | FT%  | RPG | APG | SPG | BPG | PPG |
| -------- | ------ | -- | -- | ---- | ---- | ---- | ---- | --- | --- | --- | --- | --- |
| 2022–23  | WAS    | 28 | 5  | 15.1 | .386 | .243 | .519 | 2.3 | 1.0 | .4  | .3  | 5.8 |
| 2023–24  | WAS    | 50 | 6  | 12.3 | .403 | .350 | .583 | 1.4 | .6  | .4  | .2  | 3.0 |
| 通算     | 通算   | 78 | 11 | 13.3 | .394 | .282 | .549 | 1.8 | .8  | .4  | .2  | 4.0 |

### カレッジ
| シーズン | チーム         | GP | GS | MPG  | FG%  | 3P%  | FT%  | RPG | APG | SPG | BPG | PPG  |
| -------- | -------------- | -- | -- | ---- | ---- | ---- | ---- | --- | --- | --- | --- | ---- |
| 2020–21  | ウィスコンシン | 31 | 0  | 24.3 | .441 | .389 | .727 | 4.1 | 1.1 | 1.1 | .6  | 7.0  |
| 2021–22  | ウィスコンシン | 31 | 31 | 34.2 | .427 | .306 | .791 | 8.2 | 2.1 | 1.2 | .7  | 19.7 |
| 通算     | 通算           | 62 | 31 | 29.2 | .431 | .325 | .779 | 6.2 | 1.6 | 1.1 | .7  | 13.4 |